# Roztoki (dopływ Stryszawki)
Roztoki lub Uporny Potok – potok, prawy dopływ Stryszawki. Wypływa kilkoma ciekami na północnych stokach Jałowca (1111 m), który w regionalizacji fizycznogeograficznej Polski według Jerzego Kondrackiego zaliczany jest do Beskidu Makowskiego, w nowszej regionalizacji z 2018 roku do Beskidu Żywiecko-Orawskiego, a w najszerszym ujęciu do Beskidu Żywieckiego. Potok Roztoki spływa w kierunku północnym, w dolnej części północno-wschodnim i na wysokości 567 m uchodzi do Stryszawki.
Cała zlewnia i bieg potoku Roztoki znajdują się w granicach wsi Stryszawa w województwie małopolskim, w zachodniej części powiatu suskiego, gminie Stryszawa. Niemal całkowicie są to tereny porośnięte lasem. W odległości około 700 m od ujścia do Stryszawki na potoku znajduje się Wodospad Roztoki.